# Willy Busch
Wilhelm „Willy“ Busch (* 4. Januar 1907; † 4. März 1982 in Duisburg) war ein deutscher Fußballspieler. Der Verteidiger absolvierte von 1933 bis 1936 in der deutschen Fußballnationalmannschaft 13 Länderspiele und nahm auch an der Fußballweltmeisterschaft 1934 in Italien teil.

## Sportliche Laufbahn
Er spielte als Abwehrspieler in den dreißiger Jahren für den TSV 1899 Duisburg, der ab 1936 in den TuS Duisburg 48/99 überging. In der deutschen Nationalmannschaft war er von 1933 bis 1936 in 13 Spielen aktiv. Unter Führung des Trainers Otto Nerz belegte Willy Busch bei der Fußball-Weltmeisterschaft 1934 in Italien den dritten Platz.
In diesen Jahren stand Duisburg 99 deutlich im Schatten von Hamborn 07. In der Gauliga Niederrhein dominierten VfL Benrath, Fortuna Düsseldorf und Hamborn 07. Lediglich in den Runden 1936/37 und 1941/42 belegte der TuS 1848/99 Duisburg mit zweiten Rängen vordere Platzierungen. In jenen Jahren, von 1940 bis 1943, spielte Busch vereinzelt zusammen mit dem jungen Toni Turek, dem Weltmeister von 1954. In der letzten Runde Gauliga 1943/44 holte die Kriegsspielgemeinschaft „SpV Duisburg / 48/99 Duisburg“ mit Willy Busch einmal die Meisterschaft am Niederrhein.
Als er am 22. Oktober 1933 in Duisburg gegen Belgien sein Debüt in der Fußballnationalmannschaft feierte, hatte der Reichstrainer Otto Nerz mit Jakob Bender und Theo Breuer (beide Fortuna Düsseldorf), Eduard Hundt (SW Essen) und Josef Rasselnberg (VfL Benrath) weitere vier Neulinge in die Mannschaft berufen. Zusammen mit Hundt bildete er das Verteidigerpaar. Die drei Spieler Paul Janes, Jakob Bender und Theo Breuer von Fortuna Düsseldorf sorgten als Läuferreihe für Ordnung in der Abwehr und für Schwung im Angriffsspiel. Mit 8:1 Toren wurde das Spiel gewonnen. Die Blockbildung mit dem Gerippe des Deutschen Meisters 1933 Fortuna Düsseldorf hatte sich ausgezahlt. Zum zweiten Einsatz im Nationalteam kam er am 5. November 1933 in Magdeburg beim 2:2-Unentschieden gegen Norwegen. Zum WM-Lehrgang, der vom 7. bis zum 19. Mai 1934 stattfand, wurde der resolute Verteidiger vom Niederrhein vom Reichstrainer eingeladen. Mit Haringer, Hundt, Schwartz und Stührk hatten auch weitere Verteidigeranwärter die Chance, sich in diesem Lehrgang für die Fußballweltmeisterschaft 1934 in Italien zu qualifizieren. Ausschlaggebend für die Nominierung waren die Leistungen in den vier Testspielen gegen Derby County als Höhepunkt der Vorbereitung. Danach wurden die drei Verteidiger Sigmund Haringer (FC Bayern München), Hans Schwartz (SC Victoria Hamburg) und Willy Busch (Duisburg 99) für die WM nominiert.
Bei den DFB-Auftritten während des WM-Turniers bestritt Busch die Partien gegen Schweden, Tschechoslowakei und Österreich. Im siegreichen Spiel um den dritten Platz gegen Österreich bildete er erstmals mit Paul Janes das Verteidigerpaar. Für das Olympiaturnier 1936 in Berlin wurde er nicht berufen. Am 27. September 1936 in Krefeld führte er die Nationalmannschaft in seinem 13. Einsatz als Spielführer auf das Feld. Das Spiel wurde mit 7:2 Toren gegen Luxemburg gewonnen. Damit endete seine Karriere in der Fußballnationalmannschaft. Er vertrat die deutschen Farben in 13 Spielen. Er konnte 10 Siege feiern, ein Unentschieden erleben und musste mit seinen Mannschaftskameraden nur zwei Niederlagen einstecken.
Auf Vereinsebene erlebte er – nach dem Gewinn der Meisterschaft im Jahre 1944 in der Gauliga Niederrhein – im reifen Alter von 37 Jahren noch Spiele in der Endrunde um die deutsche Meisterschaft gegen den FC Schalke 04 und den Luftwaffen-Sportverein Hamburg. Zwei Jahrzehnte hielt er seinem Verein die Treue. 1948 verabschiedete er sich als Aktiver und übernahm die Trainingsleitung. Später war er auch noch Trainer des Duisburger FV 08.

## Berufliche Laufbahn
Er übte in Duisburg den Beruf eines städtischen Angestellten aus.